# Daskalió (Keros)
Daskalió (en griego, Δασκαλιό) es un islote deshabitado de Grecia que pertenece al archipiélago de las Cícladas. Está ubicado junto a la isla de Keros. En tiempos prehistóricos Daskalió estaba unida por tierra a ella pero quedaron separadas a causa del aumento del nivel del mar. Su superficie es de aproximadamente 7000 m².

## Historia de las excavaciones
En 1884 el arqueólogo alemán Ulrich Köhler excavó en el lugar. Posteriormente, en 1963 hubo otra excavación dirigida por el arqueólogo griego Christos Doumas, que halló numerosos objetos del Cicládico Antiguo. En 1964 fue Fotini Zaphiropoulou quien pasó a dirigir los trabajos. Más tarde, en 1987, Christos Doumas, Lila Maragou y Colin Renfrew realizaron nuevas excavaciones. Este último continuó las excavaciones en 2006 y 2008, esta vez junto a Giorgios Gavalas.

## Restos arqueológicos
El islote contiene un importante yacimiento arqueológico que alberga restos del periodo cicládico. En el año 2008 se encontraron los restos de un santuario de 16 m de largo y 4 de ancho que se ha datado hacia 2550- 2400 a. C.
Entre los restos hallados, se ha encontrado una escalera que unió en la Antigüedad la colina Kavos de la isla de Keros con el santuario de Daskalió.
En torno al santuario había numerosos edificios construidos con piedra procedente de la isla de Naxos. También se han encontrado los restos de un sistema de drenaje y de dos talleres metalúrgicos. Probablemente se realizaban actividades relacionadas con la fundición del cobre; se trabajaba el mármol y se fabricaban hojas de obsidiana. Se estima que en el lugar llegaron a vivir en torno a 100-200 personas.
En la isla se han encontrado también restos de una antigua iglesia bizantina.